# Foramen orbitaire
Le foramen orbitaire (ou foramen infra-orbitaire ou trou sous-orbitaire) est une ouverture de la face antérieure de  l'os maxillaire du crâne située  en dessous du bord inférieur de  l'orbite.

## Structure
Le foramen orbitaire se situe entre 6 mm et 11 mm sous le milieu du bord de l'orbite.
Il forme l'extrémité extérieure du canal infra-orbitaire qui communique avec le sillon infra-orbitaire situé dans l'orbite.

## Fonction
Le foramen orbitaire permet le passage des ramifications du nerf infra-orbitaire et de l'artère et de la veine infra-orbitaire.

## Aspect clinique
Les ramifications des trois branches principales du nerf trijumeau passent au niveau des foramens supra-orbitaire, infra-orbitaire et mentonnier. Ces trois foramens ont situés sur une ligne verticale (en vue antérieure) passant par le milieu de la pupille.
Le foramen orbitaire est utilisé comme point de pression pour tester la sensibilité du nerf sous-orbitaire, lors  de l'administration d'un anesthésique local.